# ضمران
الضمران أو الزمران أو الثر أو الإثر أو الولى أو الخريث (باللاتينية: Traganum) جنس نباتي ينتمي إلى الفصيلة القطيفية. يضم نوعًا واحدا مقبولا هو الضمران العاري وثلاثة أنواع غير محسومة. والضمران العاري ينتشر في معظم مناطق الوطن العربي.